# Novofedorivka, Mîkolaiiv
Novofedorivka (în ucraineană Новофедорівка) este un sat în comuna Kobleve din raionul Mîkolaiiv, regiunea Mîkolaiiv, Ucraina.

## Demografie
Componența lingvistică a localității Novofedorivka
     Ucraineană (90,44%)
     Rusă (8,87%)
     Alte limbi (0,69%)
Conform recensământului din 2001, majoritatea populației localității Novofedorivka era vorbitoare de ucraineană (90,44%), existând în minoritate și vorbitori de rusă (8,87%).